# Hermann Alois Mayer

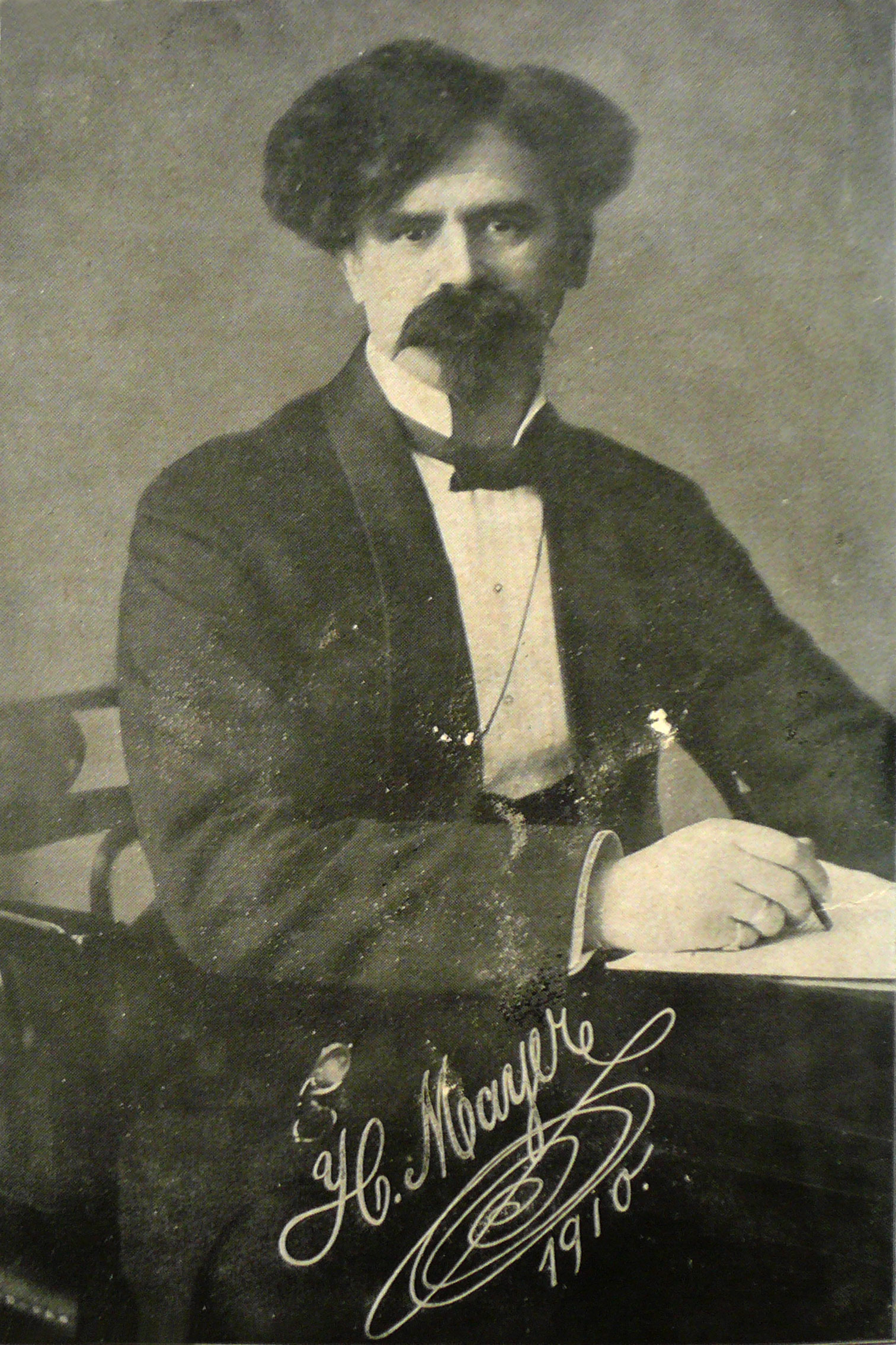
Hermann Alois Mayer im Jahr 1910

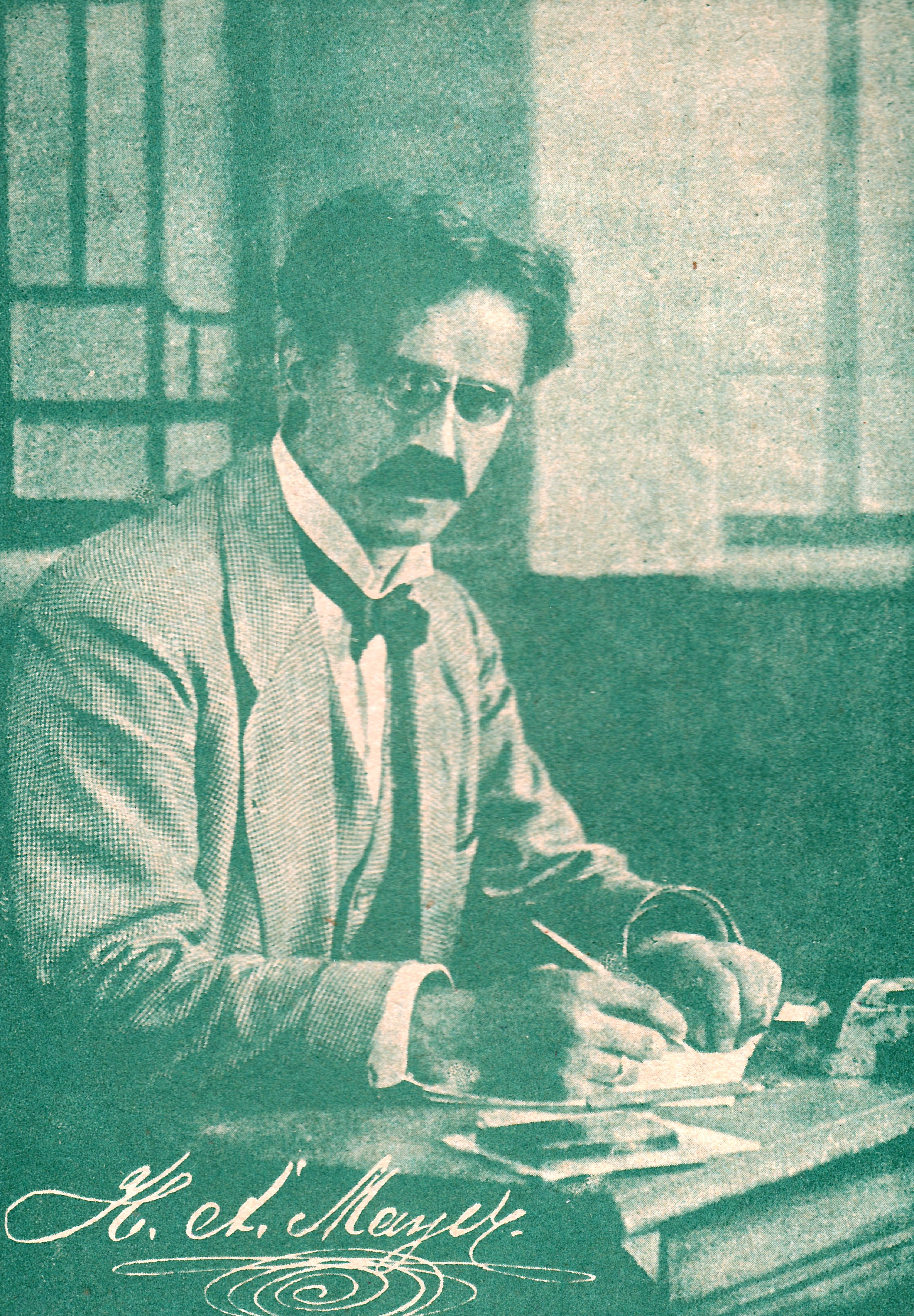
Mayer im Jahr 1924

Hermann Alois Mayer (* 6. Februar 1871 in Biberach an der Riß; † 1927) war ein deutscher Geschäftsmann, Gesundheitsforscher, Naturheilkundler, Erfinder, Philosoph und Schriftsteller im Umfeld der Lebensreform-Bewegung.

## Leben

### Privatleben
Er war das uneheliche Kind von Adelheide Mayer (* 1847), die am 28. August 1876 den Tischler Johann Baptist Luz (* 1846) heiratete, und hatte mit Josef August Mayer (* 1869; † 1951) einen älteren Bruder. Dieser betrieb später – nachweislich zwischen 1910 und 1919 – in Biberach die Holzwarenfabrik Gebr. Mayer. Über seine eigene Ausbildung ist heutzutage nichts mehr bekannt.
Am 25. Februar 1892 heiratete Hermann Alois Mayer in Hamburg Bertha Helene Fürhoff (* 1872). Das Paar hatte die gemeinsamen Kinder Herbert, Heinrich Adolf und Olga. Um 1893 / 1894 wohnte er in der Grindelallee 78 im Stadtteil Rotherbaum und zog später an den Krayenkamp 4 im Stadtteil Neustadt. Zwischen 1905 und 1921 lebte er im Othmarscher Kirchenweg 105 im Stadtteil Othmarschen der damals noch selbständigen Stadt Altona, ehe er im selben Viertel in die Flottbeker Chaussee 195 umzog. Dort war er bis nachweislich 1925 gemeldet.
Hermann Alois Mayer verstarb in der ersten Jahreshälfte 1927 im Alter von 56 Jahren.

### Berufsleben

#### Unternehmerische Tätigkeit
Um 1893 und 1894 war Mayer in Hamburg als Bade- und Krankenwärter angestellt. Seine dortigen Erfahrungen in der Patientenpflege und Therapie von Erkrankungen sollten sein späteres Berufsleben prägen.
Ab 1900 wurde er in den Telefonbüchern als „Naturheilkundiger“ geführt und 1901 erfolgte die erstmalige Erwähnung eines Platz- und Versandgeschäftes für Special-Kräuterthee, das er am Krayenkamp 4 sowie in Altona leitete. Im Folgejahr hatte er sein Geschäft auf die Reeperbahn 144 ausgedehnt und betrieb dort die Liqueur- und Heilkräuter-Fabrik. 1903 spaltete man den Betrieb auf und W. Fürhoff – ein angeheirateter Verwandter Mayers – führte die Filiale an der Reeperbahn eigenständig weiter.

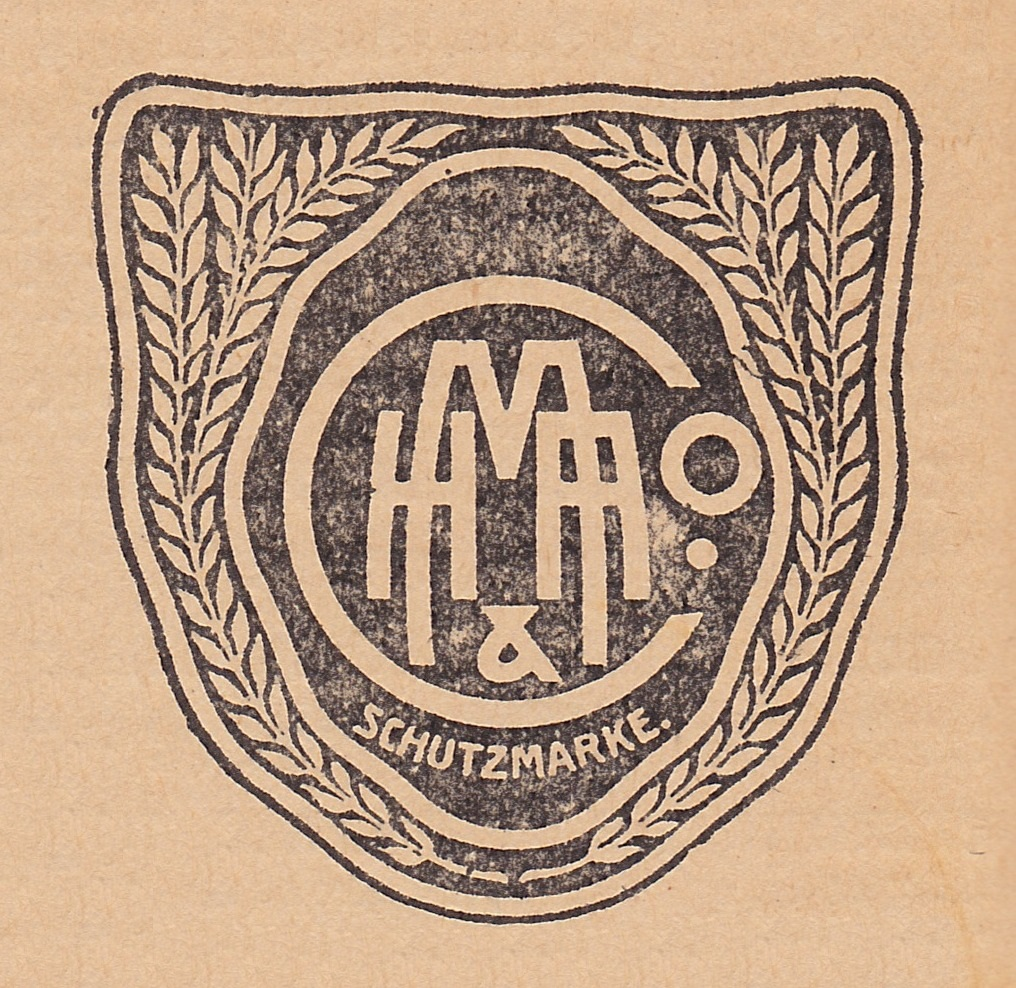
Logo der H. A. Mayer & Co. (1910).

Am 25. September 1907 gründete Mayer zusammen mit dem Hamburger Ernst Carl Rudolf Meyer die Firma H. A. Mayer & Co. als offene Handelsgesellschaft, ansässig am Krayenkamp 4. Dieses Unternehmen produzierte und vertrieb – auch per Versandhandel – pflanzliche Arzneimittel und Tinkturen, Nähr- und Nahrungsergänzungsmittel, Sauerstoffpräparate, Fleischersatzprodukte, Tees sowie weitere kosmetische und pharmazeutische Artikel. Mit Wirkung vom 6. April 1909 übernahm Mayer die alleinige Geschäftsführung. Er bot in der Folge auch naturheilkundliche Beratungen während Sprechzeiten an und wurde unter dem Spitznamen „Kräuter-Mayer“ bekannt. Im Fertigungsprozess des Fruchtmehls wurden die Früchte mittels des sogenannten „Mayer’schen Verfahrens“ in „eigens für diesen Zweck konstruierten Maschinen und Apparaten“ für das Mahlen vorbereitet – um was für eine Technik es sich dabei genau handelte, ist unbekannt. Hinsichtlich seiner ernährungswissenschaftlichen Überzeugungen berief sich Mayer unter anderem auf Ilja Metschnikows Forschungen zu Probiotika. Noch vor 1910 gingen sowohl die Ricon-Nährmittel-Industrie als auch die Oponeo-Fruchtmehl-Werke in dem Betrieb auf. Zum 24. September 1912 wurde das Unternehmen in eine Gesellschaft mit beschränkter Haftung umgewandelt. Den Gesellschaftsvertrag schlossen Mayer und Carl Heinrich Fritz Wilhelm Riepe, wobei ersterem 25.000 Mark und letzterem 15.000 Mark als voll eingezahlte Stammeinlage angerechnet wurden. Anfang April 1914 zog sich Mayer aus der Geschäftsführung zurück und übergab selbige an Riepe und Carl Emil Conrad Wilhelm Ohlendorf.
Er blieb der Branche aber auch nach dem Rückzug verbunden. So führte er beispielsweise um 1919 als Gesellschafter die P. E. C. Pharmazeutische Export-Companie H. A. Mayer & Just in Dresden. 1921 leitete er die Vegetabilien-Großhandlung in der Altonaer Bergstraße 228 und besaß im Jahr darauf ein Geschäft für Heilkräuter in der Flottbeker Chaussee 14, ebenfalls in Altona.

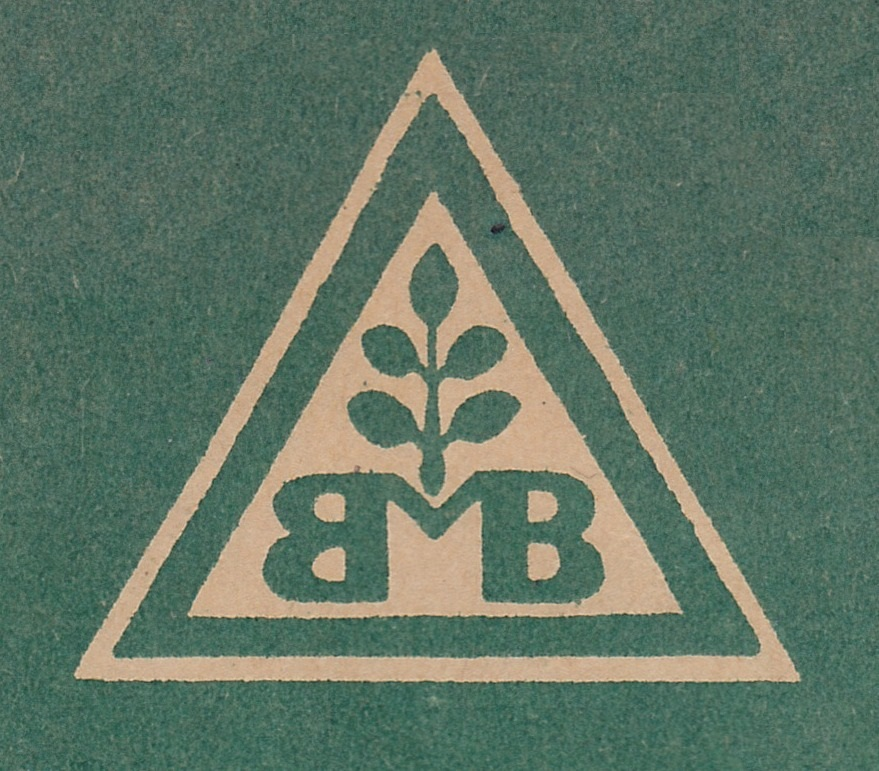
Logo der Herbakalaja GmbH (um 1924). Das Monogramm enthält die Anfangsbuchstaben der Nachnamen der Gründer Mayer, Bauer und Brosterhues.

Ab 1924 vertrieb er Präparate für die von ihm entwickelte „Herbakalaja-Heilweise“. Das Kunstwort setzt sich aus zwei linguistischen Ursprüngen zusammen: lateinisch herba: ‚Kraut‘ / ‚Pflanze‘ und arabisch القلية, DMG al-qalya: ‚Pottasche‘ / ‚Alkalien‘. Mayer bewarb seine neue Kur als „Vereinigung der alten Kräuterheilkunde mit der modernen Biochemie“. Zu diesem Zweck schlossen er sowie die beiden Hamburger Johann Bernard Brosterhues und Wilhelm Bauer – alle brachten zu gleichen Teilen Stammeinlagen ein – am 10. November des Jahres einen Gesellschaftsvertrag zur Gründung der Herbakalaja GmbH. Deren Eintragung ins Handelsregister mit 6000 RM Stammkapital erfolgte am 16. Dezember 1924 und sie hatte ihren Sitz in der Hufnerstraße 120 (Stadtteil Barmbek-Nord). Etwa zeitgleich entstand in Berlin, in der Linkstraße 11 (Ortsteil Tiergarten), mit der Herbakalaja Heilmittel-Vertriebs-GmbH (später Herbakalaja Vertriebs-GmbH) eine Zweigniederlassung, die den alleinigen Generalvertrieb der Produkte für „Groß-Berlin“ und die Provinz Brandenburg übernahm. Am 12. Juni 1925 wurde der entsprechende Gesellschaftsvertrag geschlossen und am 9. Juli 1925 wurde diese Filiale auch offiziell ins Handelsregister eingetragen; sie besaß ein Stammkapital von 5000 RM und Geschäftsführer war Johann Buthmann. Mayers Tochter Olga arbeitete nachweislich im November 1926 im Herbekalaja-Institut in Berlin und im selben Jahr produzierte die Hamburger Gupa-Film GmbH einen 41-minütigen Dokumentarfilm über das neuartige Heilkonzept. Am 19. Januar 1927 strahlte der Hörfunk in Berlin über die Frequenzen 483,9 m und 566 m eine zwanzigminütige Sendung Mayers mit dem Titel „Die Arzneipflanzen im Dienst der Heilkunst“ aus.

#### Schriftsteller für Theaterwerke

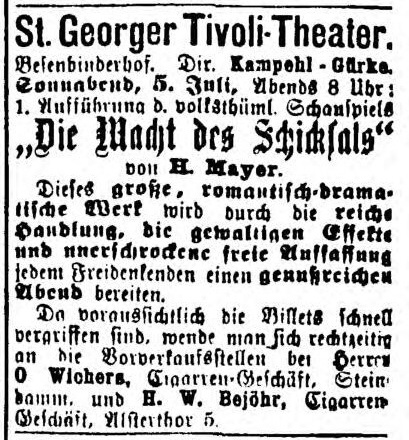
Ankündigung für die Uraufführung von Die Macht des Schicksals, die am 2. Juli 1902 in der Neuen Hamburger Zeitung erschien.

Er verfasste einige kleinere Dramen und lyrische Texte. Sein „romantisches Schauspiel in 7 Bildern“ Die Macht des Schicksals kam am 5. Juli 1902 im St. Georger Tivoli-Theater im Hamburger Besenbinderhof zur Uraufführung. Der General-Anzeiger für Hamburg-Altona sowie die Neue Hamburger Zeitung druckten in den folgenden Tagen eine wortgleiche Rezension. Darin wurde geurteilt, dass das Stück „ein gut Theil ehrliches Wollen und Können“ verrate und „einen hübschen Erfolg“ erzielt habe. Weiterhin führte der Kritiker aus, Mayer liebe es, mit „starken Effekten zu arbeiten“ – trotzdem sei die „Zeichnung der Figuren charakteristisch und überzeugend gelungen.“ Insbesondere lobte er die Rolle der Hauptfigur und erwähnte, sie sei „mit großer Feinheit, die eigentlich in keinem Verhältnis zu den Effekten steht, gezeichnet.“ Die Berliner Zeitschrift Der Mensch (Die Lebensreform), das offizielle Organ des Deutschen Bundes für Lebensreform, kam zu einer ähnlich positiven Bewertung:
„Die Schilderung der ganzen Bildung und Geschichte des Individuums ist mit einer Gedankenfülle verbunden, die in hohem Grade anregend und durch die von scharfer Beobachtung zeugenden, vom Pulsschlage des Selbsterlebten durchbebten Darstellung häufig dramatisch ergreifend wirkt. Seelisches Leben und innere Wandlung der kraftvollen und erhebenden Lebensweisheit der Hauptpersonen stellt der Dichter unter der Einwirkung der großen und starken Lebensvorgänge anschaulich und mit dem zwingenden Eindruck logischer Entwicklung und naturgesetzlicher Notwendigkeit dar. Die sorgfältig geglättete, ebenmäßig durchgebildete Sprache zeugt von einem großen Reichtum epischer Entfaltung und verbindet sich in glücklichster Weise mit dem Inhalt der Dichtung.“
Mayers Stück Die Dämonen von 1907 – eine „dramatische Dichtung in vier Akten“ – wurde mit den Worten einer angeblichen Rezension unbekannter Herkunft beworben:
„Ein Werk, das weit aus der Flut der Durchschnittsdichtungen hervorragt und worin sich unverkennbar ein starkes Talent ausspricht. […] Der edlen Sprache und dem erhabenen, tiefsinnigen Inhalt gegenüber sind die hier und da vorkommenden Unebenheiten im Versmaß belanglos. Nachdenklichen Schöngeistern sei das Werk zur Lektüre im Familienkreis empfohlen.“
Auszüge aus dem Werk wurden im gleichen Jahr in der von Martin Müller herausgegebenen Anthologie Moderner Musentempel publiziert. Drei Jahre nach der Veröffentlichung besprachen die Autoren der satirischen Wochenzeitschrift Kladderadatsch das Stück allerdings spöttisch-abwertend.

#### Arbeit als Sachautor
Vornehmlich wandte sich Mayer in seiner schriftstellerischen Tätigkeit dem Gebiet der alternativen Heilmethoden zu. Als sein Hauptwerk gilt das 1910 veröffentlichte Buch Hygiene und Kräuterheilkunde, das er als „Wegweiser zur Gesundheit — zum Lebensglück“ untertitelte. Er gibt darin in 26 Kapiteln zahllose Hinweise und Ratschläge für eine gesunde, körperschonende und -kräftigende Lebensführung – von der richtigen Ernährung über sportliche Betätigungen, Zahnpflege und wettergerechte Kleidung bis hin zu hygienischen Schlafräumen –, erläutert Wuchs, Verwendung und Dosierung unterschiedlichster Heilkräuter, charakterisiert verschiedene Krankheiten, stellt den menschlichen Körperbau dar, thematisiert neben so genannten seelischen Störungen auch die Lehre der Phrenologie und befasst sich abschließend mit Studienköpfen der Krankheitsdiagnostik, wobei er sich physiognomischer Theorien bedient.
In seinem 1919 publizierten Büchlein Die Erlösung durch die Weltrevolution setzt er sich mit den Ursachen des gerade zu Ende gegangenen Ersten Weltkrieges auseinander und theoretisiert über ein neues Finanzsystem. Der Krieg war seiner Meinung nach keine Auseinandersetzung zwischen Völkern, sondern vielmehr „das Werk von etwa 300 Geldfürsten, die dadurch ihren wirtschaftlichen Einfluss und Gewinn noch mehr auszudehnen hofften.“ Die Völker seien durch „schöne Phrasen und eine wohlfeile Presse verblendet worden.“ In einer Buchvorstellung seitens des General-Anzeigers für Hamburg-Altona wird ausgeführt, dass Mayer auch das Verhalten der Vereinigten Staaten scharf kritisiert:
„Gerade in dem Augenblick z. B. als die Milliardenguthaben der amerikanischen Plutokraten auf dem europäischen Kriegsschauplatz verloren zu gehen schienen, entdeckten die Amerikaner ihren Beruf als Pioniere für Demokratie und Freiheit über den Ozean zu ziehen. Die Beseitigung der Macht dieser Plutokraten bei allen Völkern ist also die erste Vorbedingung eines dauernden Friedens und der Verständigung unter ihnen.“
Mayer vertritt in diesem Werk darüber hinaus die Meinung, dass fortan kein Privatvermögen eine Million Mark überschreiten sollte, denn lediglich bis zu dieser Grenze könne es kein Unheil anrichten. In seiner Buchvorstellung bescheinigte der General-Anzeiger für Hamburg-Altona dem Autor, dass seine Darlegungen vom „Geiste echter Humanität“ getragen seien.
Zum Ende seiner Schaffenszeit, etwa zeitgleich zur Krise der Weimarer Republik und zum im Deutschen Reich verstärkt hervortretenden Nationalismus, äußerte sich Mayer in seinen Schriften zunehmend völkisch-nationalistisch. Im Ende der 1920er Jahre erschienenen Heft Diskrete Leiden – in dem er sich mit sexuell übertragbaren Erkrankungen, Frauenleiden, erektiler Dysfunktion, Anejakulation und Zeugungsunfähigkeit beschäftigte – bezeichnet er geistig und körperlich behinderte Menschen als „Last für die Allgemeinheit“. Ferner führt er im abschließenden Kapitel aus:
„Es liegt daher ein hohes Interesse für den Staat darin, sein wertvollstes verdienendes Vermögen – das sind alle gesunden, arbeitstüchtigen und brauchbaren Glieder des Volkes – gesund zu erhalten, und geschwächte Individuen allmählich kräftigen und gesunden zu lassen, damit auch diese eine gesunde Nachkommenschaft erzeugen können, die den Kampf um das Dasein und im Wettbewerb mit anderen Nationen mit Erfolg führen kann.“

#### Sachverständiger
Im August 1915 trat Mayer in Altona als Sachverständiger der Verteidigung in einem Gerichtsprozess gegen einen Kurpfuscher auf. Er sollte bestätigen, dass die vom Angeklagten genutzte Iridologie eine wirksame diagnostische Methode ist. Unter Eid versicherte er, mit dieser Methode seit 1897 vertraut zu sein. Er habe dabei stets feststellen können, dass „das Auge das denkbar getreueste Röntgenbild des Körpers sei. Es sei möglich, durch die Augendiagnose ohne vorherige Besprechung mit dem Patienten festzustellen, welche Krankheiten, Verletzungen und erbliche Anlagen bei ihm vorhanden seien. Auch Verletzungen, die 20 oder 30 Jahre zurückliegen, seien in vielen Fällen mit ziemlicher Deutlichkeit sichtbar. […] Größere Verletzungen seien noch nach Jahren mit Sicherheit festzustellen, ebenso Krankheiten der inneren Organe, Herz-, Nieren- und Lungenleiden.“
Mayer plädierte im Prozess dafür, der Iridologie vonseiten der Wissenschaft mehr Aufmerksamkeit zu schenken und sie in die medizinischen Lehrpläne der Universitäten aufzunehmen. Dann allerdings wies der Richter ihn auf einen der anwesenden Schöffen hin. Dieser hatte Mayer einst für medizinischen Rat aufgesucht und Mayer habe an ihm Iridologie angewendet – nicht erkennend, dass der Mann eine Augenprothese trug. Der Schöffe habe in der Folge seinen Bekannten von der Inanspruchnahme der Dienste Mayers mit der Begründung abgeraten, es sei „alles Schwindel.“ Dementsprechend verwundert zeigte sich der Schöffe, dass „ein solcher Mann die Kühnheit besitze, vor Gericht als Sachverständiger aufzutreten.“ Mayer war zunächst „tödlich verlegen“, protestierte dann aber heftig gegen diese Äußerungen. Der Schöffe hingegen hielt seine Behauptungen aufrecht.
Der Fall erregte nicht zuletzt wegen der Reputation Mayers – „von Tausenden als ‚Wunderdoktor‘ geschätzt“  – überregionale Aufmerksamkeit, sodass sogar in Berlin und Wien Zeitungen darüber berichteten.

#### Sonstiges

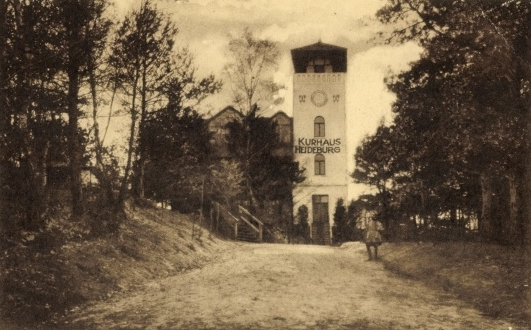
Das Hausbrucher Kurhaus Heideburg im Jahr 1924.

Darüber hinaus war Mayer Mitglied (vermutlich Gründungsmitglied) des in Altona ansässigen Deutschen Vereins für Pflanzenheilkunde und betreute dort von der ersten Ausgabe im Frühjahr 1910 bis mindestens 1920 das vereinseigene Magazin Hygienischer Wegweiser. Zeitschrift für Pflanzenkunde und Lebenskultur als Chefredakteur, in dem beispielsweise Magnus Schwantje, Marta Fraenkel, Fritz de Quervain, Hellmut Eckhardt, Luise Lampert, Paul Lauener und Alfred Grotjahn publizierten. Einige Jahre später war er um 1924 Besitzer des Kurhaus Heideburg in Hausbruch, südlich von Hamburg. Es wurde als „Erholungsheim ersten Ranges“ mit „Sommer- und Winter-Kur“ und unter anderem mit „diätetischer Küche“ angepriesen. Zuvor diente das um 1900 errichtete Gebäude als Ferienheim des Norddeutschen Männer- und Jünglingsbundes und ab 1929 als Jugendfreizeitheim des evangelisch-lutherischen Kirchenkreises Alt-Hamburg.
Auch bezüglich seiner Erfindungen hatte er zunächst gesundheitsfördernde und hygienische Aspekte im Blick. Am 31. März 1909 wurde vom Hamburger Patentbureau Kipp & Büttner die Genehmigung des Gebrauchsmusters № 370048 veröffentlicht. Dabei handelte es sich um eine von Mayer konstruierte „Bettstelle mit seitlich ausziehbaren Platten, Schubladen und Gefachen“. Sie zeichnete sich durch einen leicht entnehmbaren Federrahmen, integrierte Schubladen und ausziehbare Tischplatten aus. Unter der Patentnummer CH44067 (A) erfolgte am 1. Juli desselben Jahres die Patentierung des Produktes auch in der Schweiz und am 25. Januar 1911 schließlich unter AT46044 (B) in Österreich. In ein gänzlich anderes Gebiet drang Mayer mit seiner zweiten Erfindung vor, die vom selben Büro genehmigt wurde: Am 24. August 1914 – etwas mehr als drei Wochen nach Ausbruch des Ersten Weltkrieges – erhielt er für ein „Luftfahrzeug mit Brandstiftungs-Fallbomben“ das Gebrauchsmuster № 615946.

## Weitere Unternehmensgeschichte und Nachleben
Riepe und Ohlendorf trugen in der H. A. Mayer & Co. GmbH bis 1926 die Verantwortung. Zeitweilig verfügte das Unternehmen über Filialen am Billhorner Röhrendamm 47 (Stadtteil Rothenburgsort), in der Bergstraße 228 (Stadtteil Altstadt) sowie am Grindelberg 28 (Stadtteil Harvestehude); in Altona befanden sich in der Donnerstraße 5 (Stadtteil Ottensen) die Fabrik und das Kontor sowie in der Großen Elbstraße 40/42 (Stadtteil Altstadt) ein Lager. Im April 1921 entstand unter der Leitung der Prokuristen Richard Köchel und Franz Hannig eine Zweigniederlassung in Berlin. Riepes und Ohlendorfs Nachfolger Oskar Winderlich erklärte nach dem Tod des Gründers im Juli 1927, die naturheilkundliche Praxis vom Krayenkamp 4 in seine Privatwohnung in der Hamburger Moltkestraße 46 (Stadtteil Hoheluft-West) zu verlegen. Mit Erlaubnis der Herbakalaja GmbH war er weiterhin berechtigt, nach dem Mayer’schen Heilverfahren zu praktizieren. Am 18. Juni 1930 wurde bekanntgegeben, dass das Erlöschen der H. A. Mayer & Co. GmbH gemäß § 31, Abs. 2 des Handelsgesetzbuches von Amts wegen in das Handelsregister eingetragen wurde.
Zur Mitte der 1920er Jahre stiegen auch Mayers Söhne in den Handel mit Heilkräutern ein – beispielsweise mit Kräuter-Kuren sowie einem Rohprodukte-Großhandel. Der Hauptgeschäftsbetrieb verlagerte sich ab 1927 an den Georgsplatz 1 A (Stadtteil Altstadt). Am Georgsplatz bestand der Betrieb unter verschiedenen Namen, teilweise mit Verweis auf den Gründer, bis 1973 und wurde dabei lange Zeit von Mayers Nachfahren geführt. Dann erfolgte ein Umzug in die Lange Reihe und 2012 schließlich in die benachbarte Koppel (beides im Stadtteil St. Georg), wo das Geschäft heute unter der Bezeichnung Kräuterhaus firmiert.
Die Hamburger Hauptniederlassung der Herbakalaja GmbH wurde 1930 in die Michaelisstraße 10 (Stadtteil Neustadt) verlegt und behielt ihren dortigen Standort bis mindestens 1937. Die Zweigniederlassung in Berlin zog 1928 in die Potsdamer Straße (Ortsteil Tiergarten) und verblieb dort bis nachweislich 1943, seit Februar 1936 unter der Geschäftsführung von Johann Buthmann.

## Werke (Auswahl)
- Die Macht des Schicksals. Romantisches Schauspiel in 7 Bildern. Neukultur-Verlag, Altona, 1902.
- Die Dämonen. Dramatische Dichtung in 4 Akten. Neukultur-Verlag, Altona, 1907.
- Hygiene und Kräuterheilkunde. Neukultur-Verlag, Altona, 1910.
- Die Erlösung durch die Weltrevolution. Verlag Henry Hesse, Hamburg, 1919.
- Herbakalaja. Eine neue Richtung in der Heilkunst. Verlag hygienischer Wegweiser, Hamburg, 1924.
- Diskrete Leiden. Verlag hygienischer Wegweiser, Hamburg, [unbekanntes Datum, zwischen 1924 und 1927].
- Chemie der Arzneipflanzen der Erde [unbekanntes Datum, vor 1924].
- Illustriertes Handbuch für Diagnostik [unbekanntes Datum, vor 1924].

Das Buch Diskrete Leiden enthält kein Publikationsdatum. Es enthält jedoch Werbung für die Herbakalaja-Heilkunst, welche 1924 entwickelt wurde – daher muss es zwischen diesem Jahr und Mayers Tod 1927 erschienen sein. Die Werke Chemie der Arzneipflanzen der Erde sowie Illustriertes Handbuch für Diagnostik sind vergriffen. Allerdings werden sie in Herbakalaja. Eine neue Richtung in der Heilkunst von 1924 erwähnt, müssen also vor diesem publiziert worden sein.